# Ersal
Ersal (également  Aarsal, ou عرسال en arabe) est un village du Liban, situé à l'Est de Laboue, à 124 kilomètres au Nord-Est de Beyrouth dans le district de Baalbek (gouvernorat de la Bekaa). Sa population est composée principalement de musulmans sunnites.
Le 2 août 2014, les combattants islamistes venus de Syrie (dont la frontière est distante d'environ 15 km), appartenant au Front al-Nosra, la branche syrienne d'al-Qaïda, font une incursion dans le village à la suite de l'arrestation d'un de leurs chefs supposé, Imad Ahmad Joumaa. De violent combats opposent depuis cette date le Front al-Nosra à l'armée libanaise qui a repris les positions précédemment conquises par les islamistes. Pour le général libanais Jean Kahwaji, l'incursion de ces derniers n'est pas une réponse à l'arrestation de Joumaa, mais a été au contraire longuement et soigneusement préparée.